# روني ماكولوم
روني ماكولوم (بالإنجليزية: Ronnie McCollum)‏ مواليد 18 ديسمبر 1978 في فاييت، هو لاعب كرة سلة أمريكي. بدأ مسيرته الاحترافية في سنة 2001. يحمل الرقم 7. يبلغ طوله 6 قدم 4 بوصة (1.9 م). من الفرق التي لعبها لها لياونينغ فلاينج ليباردز في الرابطة الصينية لكرة السلة.